# Phillips Idowu

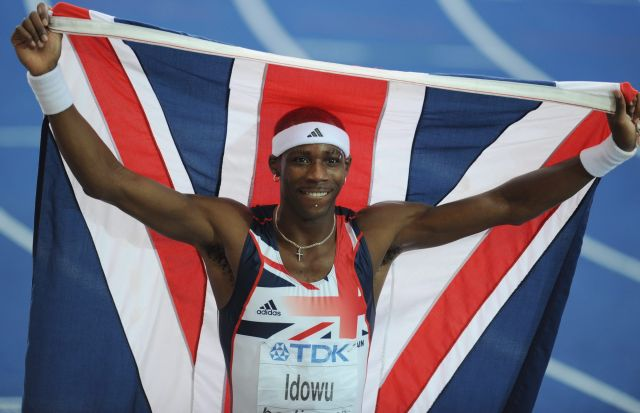
Phillips Idowu

Phillips Idowu MBE (* 30. Dezember 1978 im London Borough of Hackney) ist ein britischer Dreispringer, der 2009 den Weltmeister- und 2010 den Europameistertitel gewann.

## Leben

Phillips Idowu bei den Olympischen Spielen 2008 in Peking

Nach einem vierten Platz bei den Junioreneuropameisterschaften 1997 und einem fünften Platz bei den U23-Europameisterschaften 1999 erreichte Idowu bei den Olympischen Spielen 2000 in Sydney erstmals ein großes Finale in der Erwachsenenklasse, mit 17,08 m belegte er den sechsten Platz. 2001 belegte Idowu bei den Weltmeisterschaften in Edmonton den neunten Platz. Bei den Commonwealth Games 2002 in Manchester gelang ihm der weiteste Sprung seiner Karriere, zumindest im Freien. Für England startend, gewann er mit 17,68 m Silber hinter seinem Landsmann Jonathan Edwards, der 17,86 m erreichte. Einen Monat später bei den Europameisterschaften in München konnten beide nicht an ihre Leistung von Manchester anknüpfen. Idowu gelangen zwar 17,54 m in der Qualifikation, aber im Finale musste er sich mit 16,92 m und Platz fünf bescheiden, Edwards wurde Dritter hinter Christian Olsson und Charles Friedek. Die Saison 2003 musste Idowu wegen einer Knieverletzung auslassen, 2004 und 2005 trat er zwar an, erreichte aber keine Platzierung bei großen Meisterschaften.
Sein Comeback feierte Idowu bei den Commonwealth Games 2006 in Melbourne, mit 17,45 m hatte er einen halben Meter Vorsprung auf den zweitplatzierten Südafrikaner Godfrey Khotso Mokoena. Bei den Europameisterschaften 2006 in Göteborg belegte er mit 17,02 m vier Jahre nach München erneut den fünften Platz. Ein halbes Jahr später bei den Halleneuropameisterschaften 2007 in Birmingham gelang den Briten ein Doppelsieg; Idowu gewann mit 17,56 m vor Nathan Douglas mit 17,47 m. Bei den Weltmeisterschaften 2007 in Osaka wurde Idowu Sechster mit 17,09 m.
Wesentlich weiter kam er bei den Hallenweltmeisterschaften 2008 in Valencia, mit 17,75 m sprang er eine neue persönliche Bestleistung und hatte 28 Zentimeter Vorsprung auf den Kubaner Arnie David Giralt, der Silber gewann. Bei den Olympischen Spielen 2008 gewann Idowu mit 17,62 m die Silbermedaille hinter Nelson Évora. Bei den Weltmeisterschaften 2009 in Berlin verbesserte er seine sieben Jahre alte persönliche Bestleistung um fünf Zentimeter und gewann den Weltmeistertitel vor Nelson Évora. Am Ende der Saison wurde er zu Europas Leichtathlet des Jahres gewählt.
Ein Jahr später triumphierte er bei den Europameisterschaften 2010 in Barcelona erneut und verbesserte seine persönliche Bestleistung auf 17,81 m. 2011 gewann er bei den Weltmeisterschaften Silber. Bei den Olympischen Spielen in London überstand er vor heimischen Publikum nicht die Qualifikation.
Idowu ist 1,92 m groß und wiegt 89 kg. Er startet für die Belgrave Harriers. Sein Image beruhte jahrelang mehr auf ständig wechselnden Haarfarben und Piercings als auf großen Wettkämpferqualitäten, genau diese zeigte er aber 2007 und 2008 zumindest in der Halle.

## Bestleistungen
- Weitsprung: 7,83 m (2000)
- Dreisprung: 17,81 m (2010), in der Halle 17,75 m (2008)